# NGC 546
NGC 546 (również PGC 5255) – galaktyka spiralna z poprzeczką (SBb), znajdująca się w gwiazdozbiorze Rzeźbiarza. Odkrył ją John Herschel 23 października 1835 roku.